# Aloe natalensis
Aloe natalensis é uma espécie de liliopsida do gênero Aloe, pertencente à família Asphodelaceae.